# Stora Tyrsjön
Stora Tyrsjön är en sjö i Västerviks kommun i Småland och ingår i Marströmmens huvudavrinningsområde.